# Alexander Stichart

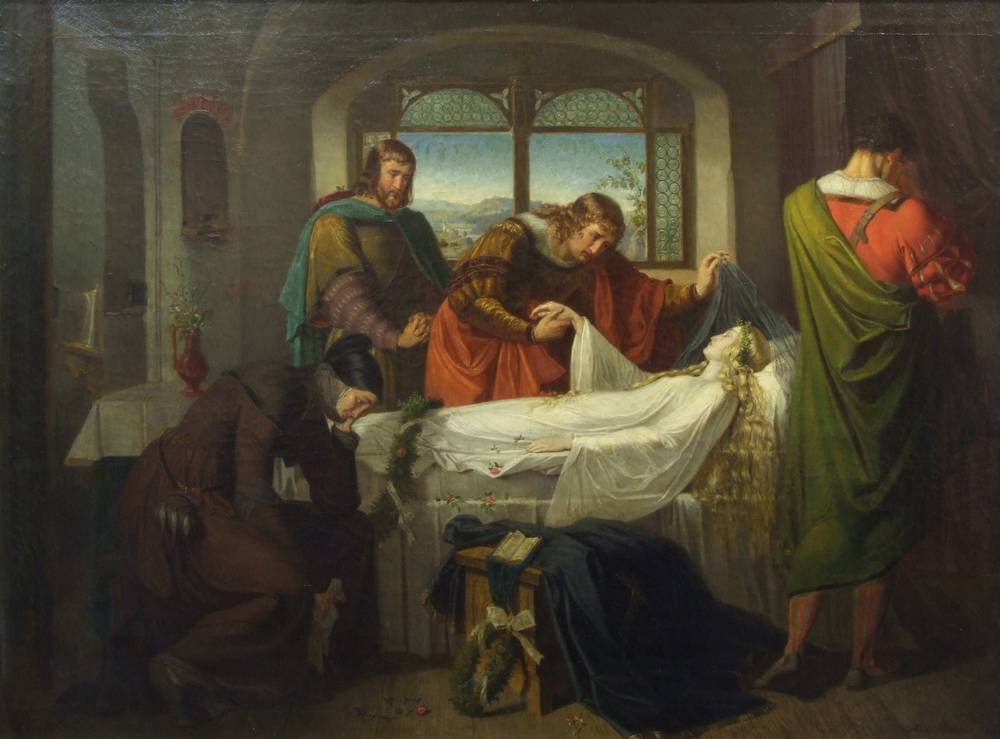
Alexander Stichart: Der Wirtin Töchterlein

Alexander Otto Stichart (* 11. März 1838 in Werdau; † 2. Juli 1896 in Jöhstadt) war ein deutscher Maler und Illustrator.
Sein Vater war Oberlehrer und später Pfarrer in Jöhstadt und ab 1852 in Reinhardtsgrimma bei Glashütte im Osterzgebirge.
Stichart studierte an der Kunstakademie Dresden bei Julius Schnorr von Carolsfeld, später in München und an der Koninklijke Academie voor Schone Kunsten in Antwerpen bei Joseph van Lerius. Danach war er im Atelier von Christian Griepenkerl in Wien tätig.
Am Anfang der 1870er Jahre kam Stichart nach Dresden zurück und malte als freischaffender Künstler Bilder auf sakrale Themen, aber auch über Märchengeschichten.
In den Jahren 1878 bis 1879 unternahm Stichart eine Studienreise nach Italien, wo er sich meist in Rom aufhielt.
Seine Werke tragen die Signatur „Alex Stichart“.

## Werke (Auswahl)
- Zittau, Kapelle des Jakobshospitals, Wandbild "Christus am Ölberg"
- Conradsdorf, Kirche, Altargemälde "Auferstehung Christi"
- Rochlitz, St. Petri, Altargemälde "Jesus rettet den versinkenden Petrus."